# Wei Guan
Wei Guan (chinesisch 衛瓘, Pinyin Wèi Guàn; * 220; † 291), stilisiert Boyu (伯玉,  Bóyù), formell Fürst Cheng von Lanling (蘭陵成公,  Lánlíng chénggōng) war ein Beamter der Wei- und der Jin-Dynastie.

## Karriere unter den Wei
Wei Guan stammte aus der Hedong-Kommandantur (im heutigen Yuncheng, Shanxi). Sein Vater Wèi Jì (衛覬) war ein hoher Wei-Beamter und Marquis, der 229 starb. Wei Wan erbte seinen Titel und begann später eine Beamtenkarriere. Er wurde mit den Jahren wegen seiner Fähigkeiten bekannt und immer wieder befördert. Als Cao Huan den Kaiserthron bestieg (260), wurde Wei Guan Justizminister.
Als der Wei-Regent Sima Zhao die Generäle Zhong Hui und Deng Ai 263 zur Eroberung des Shu-Reiches aussandte, diente Wei Guan als Deng Ais Stellvertreter. Nach dem Fall von Shu plante Zhong Hui einen Aufstand und beschuldigte Deng Ai zu Unrecht. Sima Zhao verfügte darum Deng Ais Festnahme, mit der Zhong Hui Wei Guan beauftragte. Zhong Hui hoffte, dass Wei Guan versagen und getötet werden würde, um so seine Anschuldigungen gegen Deng Ai zu erhärten. Aber Wei Guan gelang es, Deng Ai in der Nacht festzunehmen. Als Zhong Hui seinen Aufstand begann, täuschte Wei Guan eine ernste Krankheit vor, um ihn von sich abzulenken. Später versammelte er Deng Ais Truppen und führte sie gegen Zhong Hui und beendete so dessen Aufstand. Weil er Deng Ais Vergeltung fürchtete, tötete er ihn.
Der Wei-Offizier Dù Yù (杜預) verriet dem Regenten alles, aber statt es ihm heimzuzahlen, besuchte Wèi Guàn ihn und bat um Entschuldigung. Vom Regenten Sima Zhao erhielt er eine große Mark.

## Karriere unter den Jin
Nach dem Tode von Sima Zhao setzte sein Erbe Sima Yan den Kaiser Cao Huan ab und errichtete die Jin-Dynastie. Er wurde als Jin Wudi ihr erster Kaiser. Auch unter ihm bewährte sich Wei Guan als Beamter und als General. Darum wurden auch seinem Bruder und seinen Söhnen Marquis-Titel verliehen.
Wei Guan war einer der wenigen Beamten, die es wagten, in der Kronprinzen-Frage offen zum Kaiser zu sprechen. Der Kronprinz Sima Zhong war in seiner geistigen Entwicklung zurückgeblieben und als Wei Guan dem Kaiser erneut davon abriet, Sima Zhong als Kronprinzen zu halten, schickte dieser wortlos einige Anfragen an Sima Zhong und erhielt sie bald darauf korrekt bearbeitet zurück. Sima Zhongs Gemahlin, die Kronprinzessin Jia Nanfeng, hatte einen Beamten zu ihrer Verfügung, der insgeheim die Arbeit des Kronprinzen erledigte. Der Kaiser aber wusste nichts davon und hielt seinen Sohn für fähig, ihn einst zu beerben, und tadelte Wei Guan.
Nach dem Tod des Kaisers Wu (290) übernahm Yang Yun (der Vater der Kaiserinmutter Yang Zhi) die Regentschaft für Kaiser Hui, aber er wurde 291 von der Kaiserin Jia gestürzt. Die Regentschaft wurde an Wei Guan und Sima Liang (den Großonkel des Kaisers Hui) übergeben. Sie versuchten, die Regierung strikt zu führen, aber die Kaiserin Jia mischte sich wiederholt in die Staatsangelegenheiten ein. Ein weiteres Problem war das Temperament von Sima Wei (der damalige Prinz von Chu), des Kaisers Bruder. Wei Guan versuchte, ihn vom Militär abzuziehen, aber Sima Wei zog die Kaiserin Jia auf seine Seite und behielt sein Kommando.
Die Regenten wurden Sima Wei unbequem. Deshalb ließ er seine Assistenten Qí Shèng (岐盛) und Gōngsūn Hóng (公孫宏) der Kaiserin Jia berichten, dass Wei Guan und Sima Liang einen Umsturz planten. Die Kaiserin Jia, die ihren Einfluss auf die Regierung ausdehnen wollte, wurde sofort aktiv.
Im Sommer 291 ließ sie den Kaiser Hui ein Edikt an Sima Wei verfassen, das ihm die Entfernung von Wei Guan und Sima Liang von ihren Posten befahl. Sima Wei umstellte ihre Anwesen mit seinen Truppen und nahm beide gefangen, aber gegen das Edikt tötete er Sima Liang und seinen Erben Sīmǎ Jǔ (司馬矩), und Wei Guan mit seinen neun Söhnen und Enkeln. Weil die Kaiserin Jia besorgt um den Machtzuwachs von Sima Wei war, ließ sie ihn per Edikt hinrichten. Wei Guan wurde postum geehrt und zum Fürsten ernannt.
| Personendaten    | Personendaten                         |
| ---------------- | ------------------------------------- |
| NAME             | Wei, Guan                             |
| KURZBESCHREIBUNG | Beamter der Wei- und der Jin-Dynastie |
| GEBURTSDATUM     | 220                                   |
| STERBEDATUM      | 291                                   |